# Décennie 1400 en arts plastiques
Chronologie des arts plastiques
Années 1390 - Années 1400 - Années 1410

## Événements
- 1401 : Lorenzo Ghiberti remporte le concours pour la réalisation de la porte de bronze nord du baptistère Saint-Jean de Florence, organisé par l'Arte di Calimala ; elle est mise en place en 1424[1].
- Après août 1402 : arrivée d’artisans florentins en Éthiopie[2].
- À partir de 1404 : les peintres Brunelleschi et Donatello se rendent à Rome[3].
- Février 1406 : le sculpteur Claus de Werve prend la suite de son oncle Claus Sluter sur le chantier de la chartreuse de Champmol[4].
- 1406 : Robert Campin devient maître peintre à Tournai[5].
- 1408 : le peintre Gentile da Fabriano se rend à Venise en et réalise des fresques, aujourd’hui disparues, pour le palais ducal[6].

## Réalisations
- Entre 1400 et 1407 : réalisation du missel de Sherborne en Angleterre par l'enlumineur dominicain John Siferwas et quatre autres collaborateurs[7].
- Avant 1402 : Les Très Belles Heures du duc de Berry,  livre d'heures enluminé réalisé par Jacquemart de Hesdin, André Beauneveu et d'autres artistes anonymes[8].
- 1402-1404 : les frères de Limbourg réalisent pour le duc de Bourgogne Philippe le Hardi  une Bible[9] puis pour le duc Jean de Berry Les Belles Heures (ou Heures d’Ailly, terminées en 1409)[10].
- 1404-1406 : tombeau de Philippe le Hardi réalisée au palais des ducs de Bourgogne à Dijon par le sculpteur Claus Sluter[4].
- 1405 : Théophane le Grec et André Roublev décorent l’iconostase de l’église de l’Annonciation, au Kremlin de Moscou[11].
- 1408-1409 : David en marbre de Donatello[12].
- 1409 : Le Portement de Croix, enluminure de Jacquemart de Hesdin pour le manuscrit des Grandes Heures du duc de Berry[13].

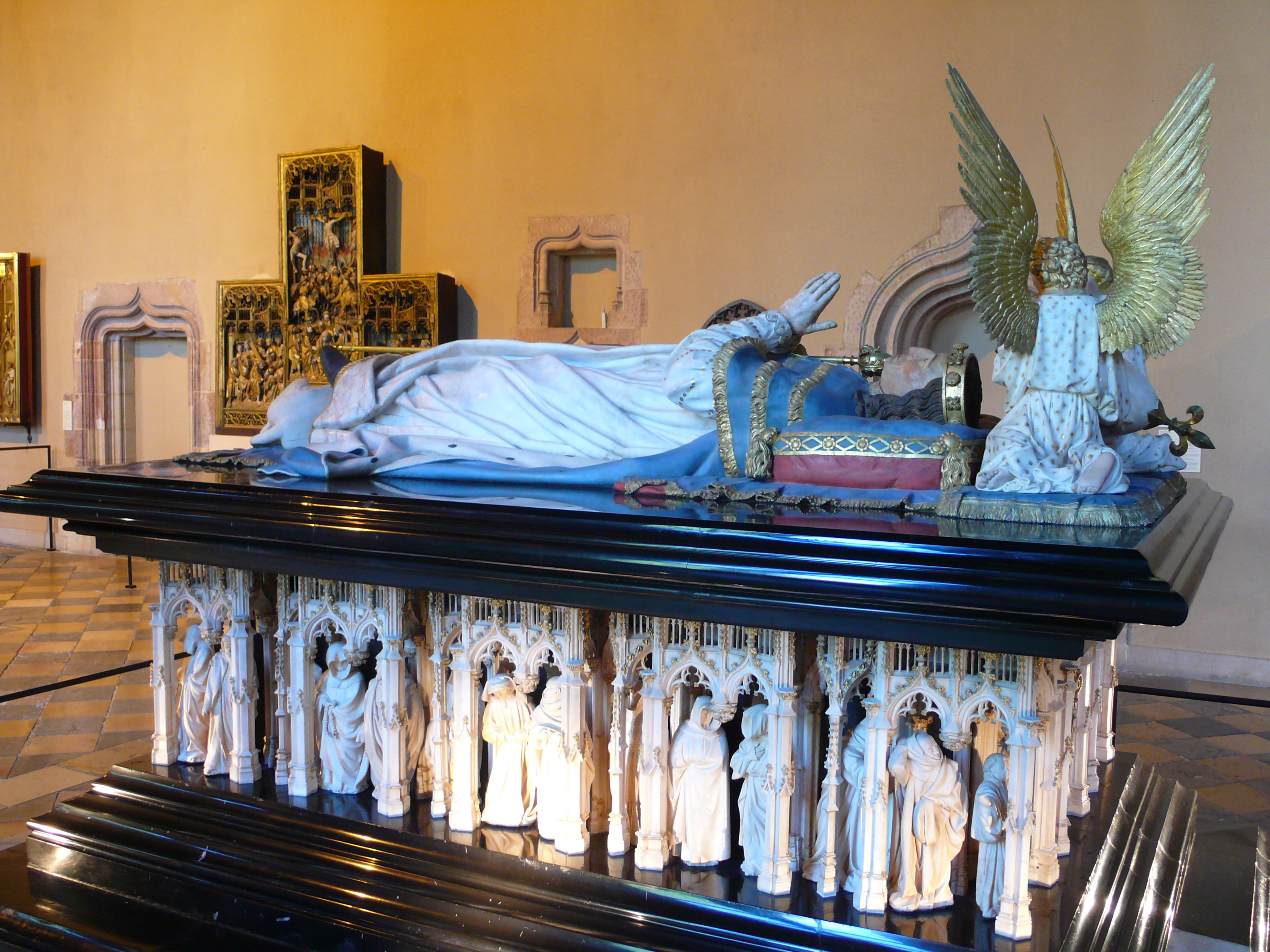
Tombeau de Philippe le Hardi.
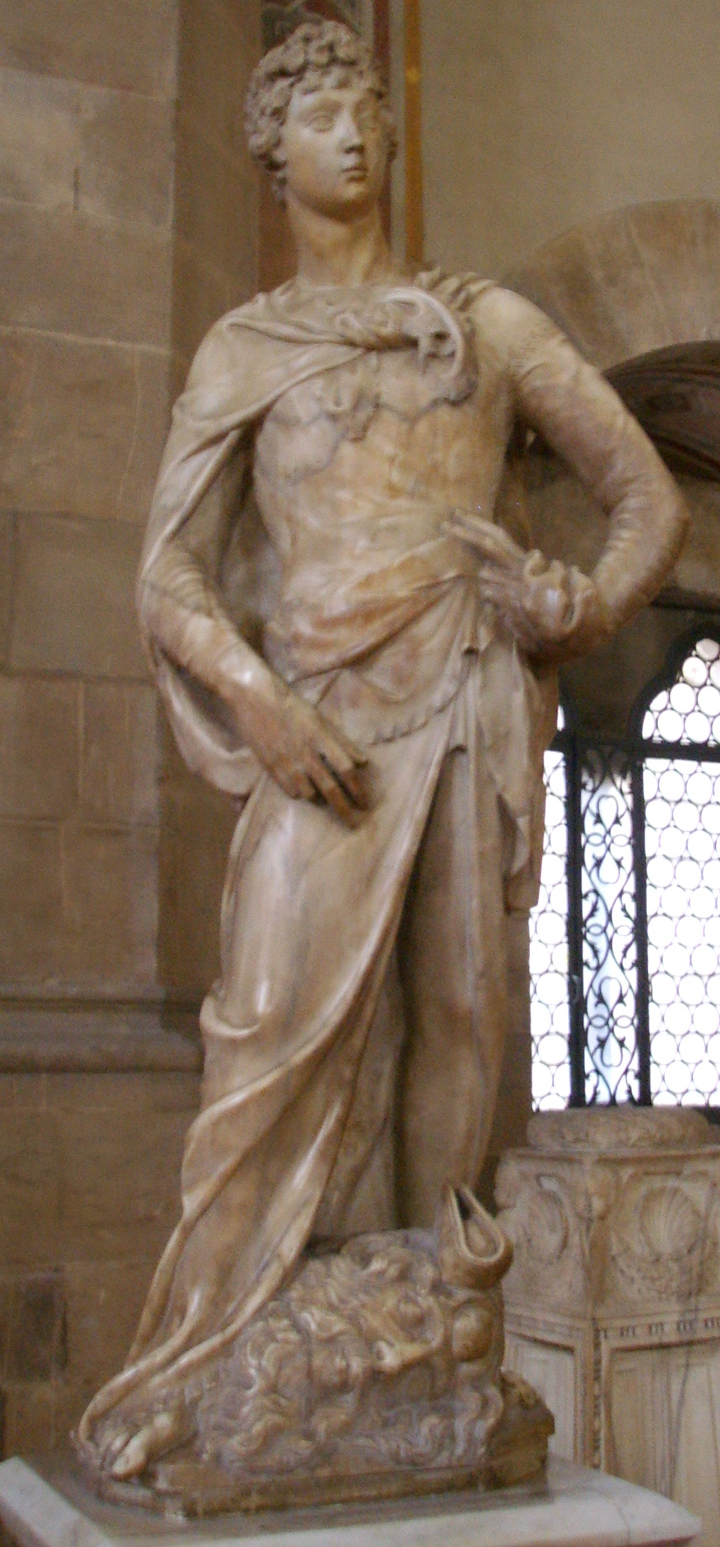
David en marbre de Donatello

## Naissances
- Vers 1399-1403 : Giovanni di Paolo, peintre italien de l'école siennoise.
- Vers 1400 : 
  - Konrad Witz, peintre suisse.
  - Iacopo Bellini, peintre vénitien.
  - Le Filarète, peintre florentin.
  - Donato Bragadin, peintre italien de Venise, mort le 30 octobre 1473.
- 21 décembre 1401 : Masaccio, peintre italien de Florence.
- Vers 1403 : Dello di Niccolò Delli, peintre et sculpteur italien.
- 14 février 1404 : Leon Battista Alberti,  philosophe, peintre, mathématicien, architecte, théoricien des arts italien.
- 1404 : Jacques Daret,  peintre primitif flamand.
- Vers 1405 : Stefano d'Antonio di Vanni, peintre italien.
- 1405-1406 : Sano di Pietro, peintre italien.
- 1406 : Fra Filippo Lippi, peintre italien.

## Décès
- 1401-1403 : André Beauneveu, peintre, sculpteur et enlumineur français.
- Vers 1403 : Niccolò da Bologna, enlumineur italien.
- 1406 : Claus Sluter, sculpteur néerlandais.